# Yacine Brahimi
Yacine Dridi (arabă ياسين إبراهيمي; Paris, Franța, 8 februarie, din 1990), este un fotbalist francez, născut în Algeria, și actuala lui echipă este Porto din Primeira Liga.

## Echipa națională
A fost internațional cu Selecție de Franța , sub-21. În prezent este convocat de Selecție din Algeria.
Pe 2 iunie 2014 a fost inclus în lista finală de 23 de jucători care a reprezentat Selecție din Algeria în Cupa Mondială de Fotbal din 2014.

## Cluburi
| Club             | Tara       | An        |
| ---------------- | ---------- | --------- |
| Stade Rennes     | Franța     | 2008-2009 |
| Clermont Foot    | Franța     | 2009-2010 |
| Stade Rennais FC | Franța     | 2010-2012 |
| Granada C. F.    | Spania     | 2012-2014 |
| FC Porto         | Portugalia | 2014-     |